# Salix kouytchensis
Salix kouytchensis là một loài thực vật có hoa trong họ Liễu. Loài này được (H. Lév.) C.K. Schneid. miêu tả khoa học đầu tiên năm 1916.